# حفرة حرقفية
الحفرة الحرقفية (بالإنجليزية: Iliac fossa)‏ هي سطح كبير ناعم مقعر يقع في السطح الداخلي من عظم الحرقفة (بالإنجليزية:  ilium)‏، الذي هو أحد عظام ثلاثة ملتحمة مع بعضها البعض لتكوّن عظم الورك (بالإنجليزية: Hip bone)‏. يحدد العرف الحرقفي الحفرة من الأعلى ويحدها الخط المقوس للعظم الحرقفي من الأسفل.
يتصل منشأ العضلة الحرقفية بالحفرة الحرقفية، كما أن الحفرة مثقوبة في الجزء الداخلي بنفق مغذ، يوجد تحته حافة مستديرة ناعمة هي الخط المقوس للعظم الحرقفي (بالإنجليزية:  arcuate line)‏ الذي يجري أمامياُ وداخلياً وإنسياً.

## صور إضافية

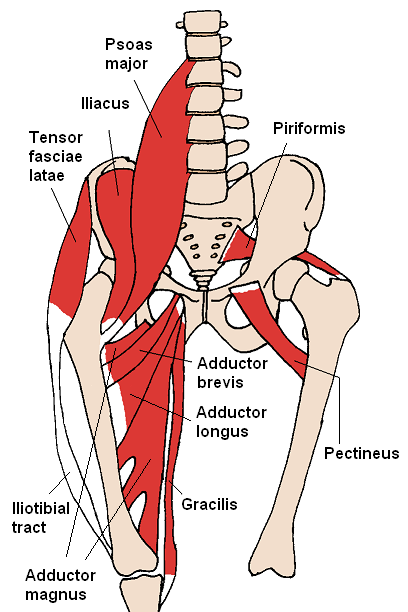
العظم الحرقفي والعضلات المحيطة
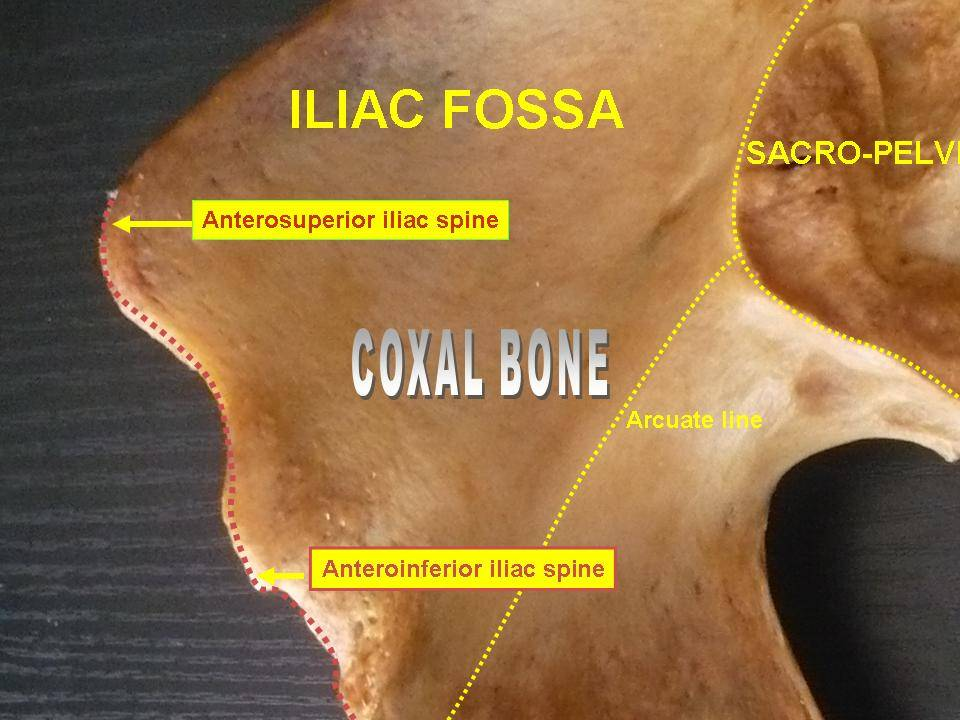
الحفرة الحرقفية
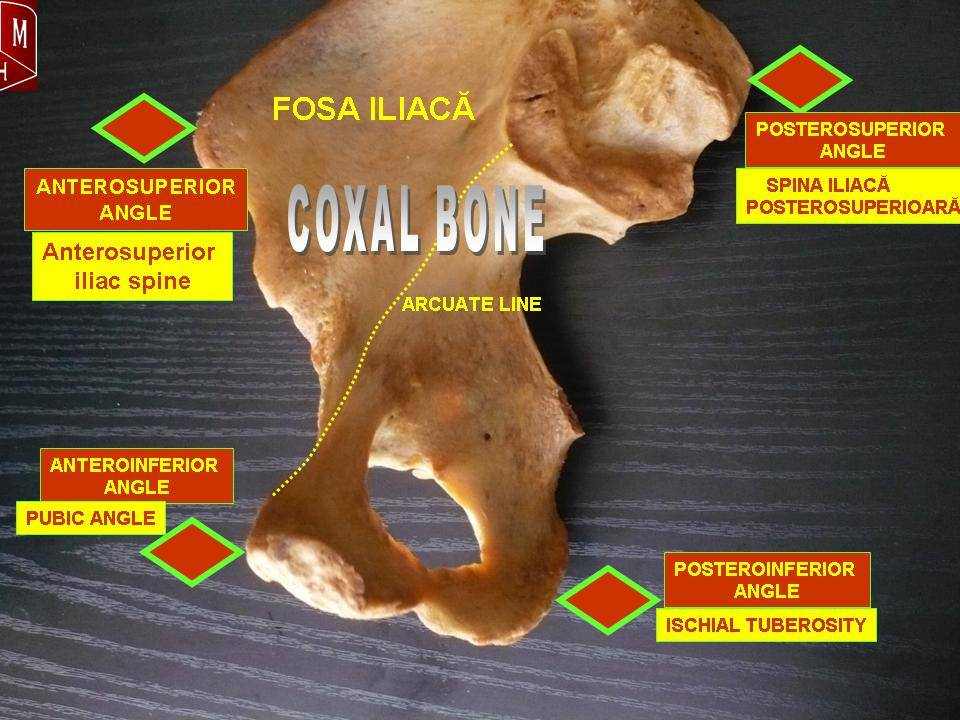
الحفرة الحرقفية
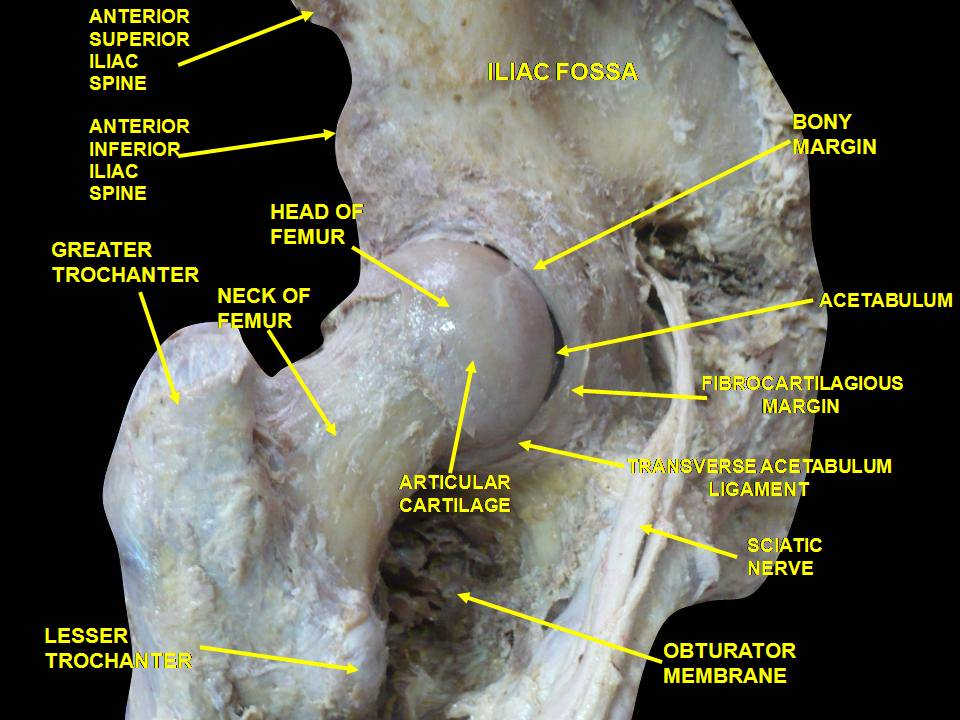
منظر أمامي لمفصل الورك، تظهر أيضا الحفرة الحرقفية.
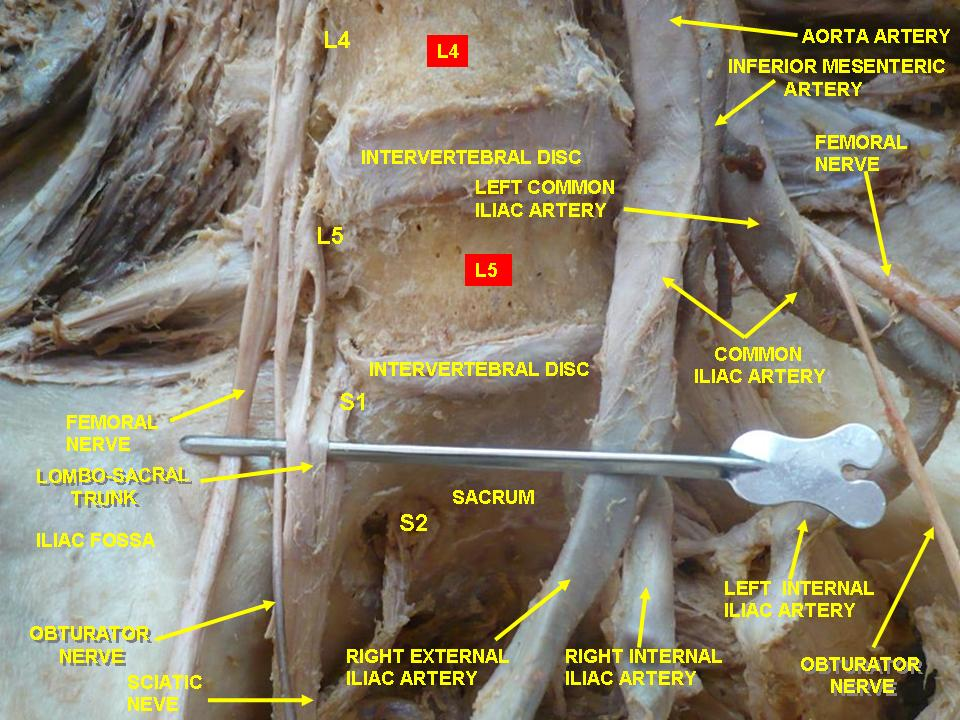
منظر أمامي تشريحي للظفيرتين العجزية والقطنية
الخط المقوس للعظم الحرقفي (arcuate line) مبيّن باللون الأحمر.
الخط المقوس للعظم الحرقفي (arcuate line) مبيّن باللون الأحمر.